# Sandberg (Unterfranken)

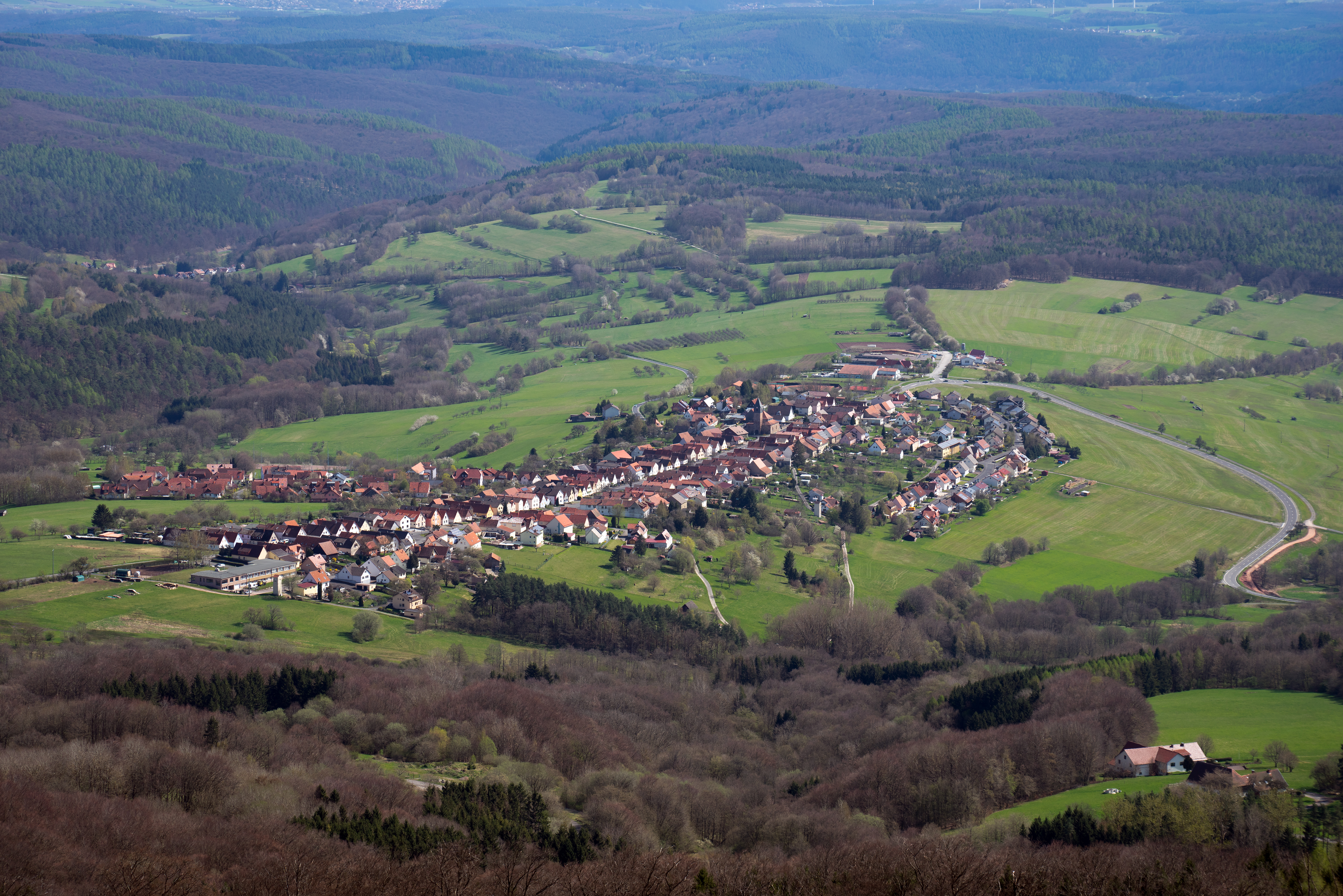
Blick vom Kreuzberg auf Sandberg

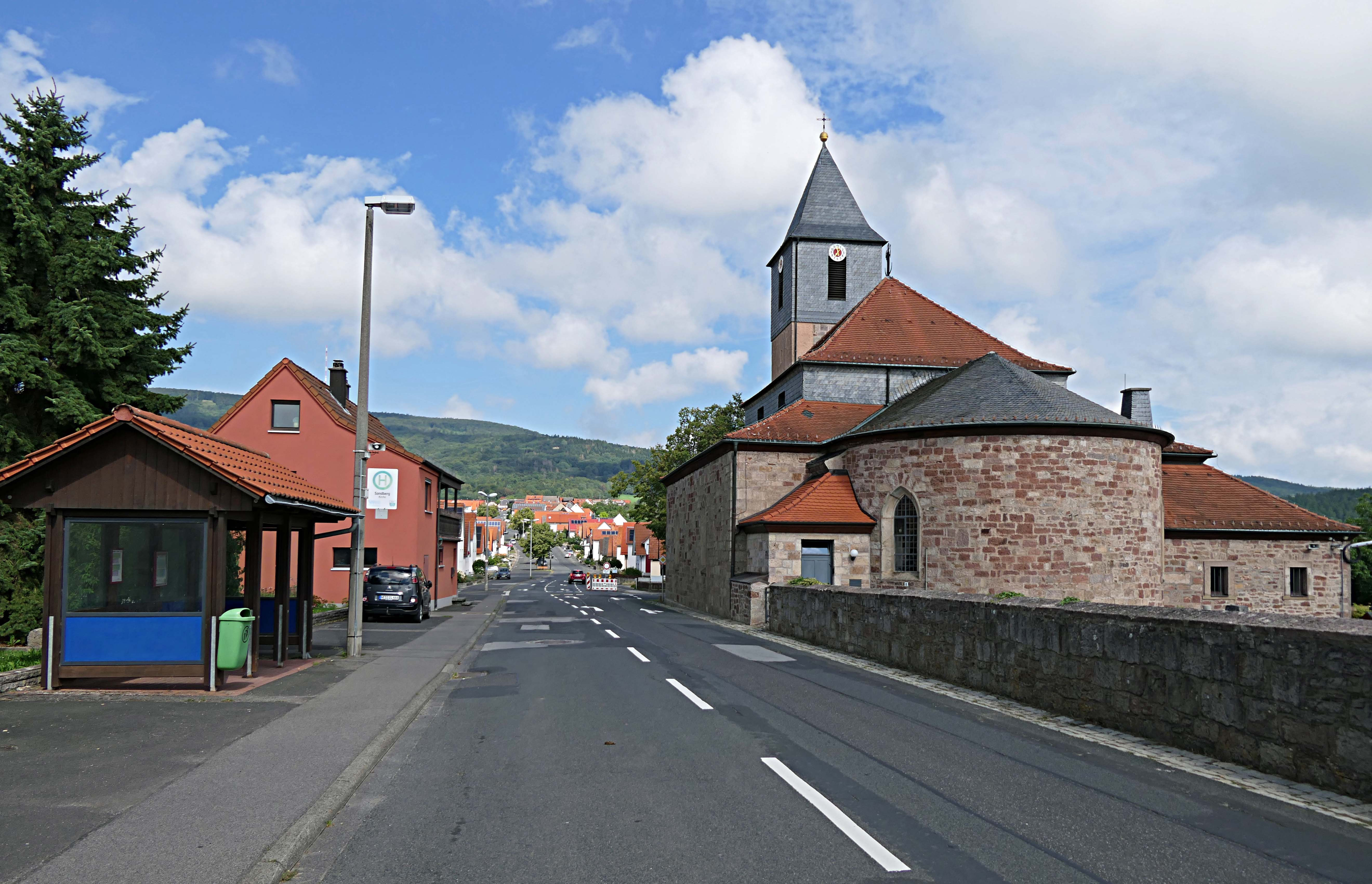
St. Michael in Sandberg, im Hintergrund der Kreuzberg

Sandberg ist eine Gemeinde im unterfränkischen Landkreis Rhön-Grabfeld.

## Geografie
Sandberg liegt in der Region Main-Rhön.

### Gemeindegliederung
Es gibt neun Gemeindeteile (in Klammern ist der Siedlungstyp angegeben):
- Altmühle (Weiler)[3][4]
- Kilianshof (Kirchdorf)
- Langenleiten (Pfarrdorf)
- Neumühle (Einöde)[5][6]
- Sandberg (Pfarrdorf)[7][8]
- Schmalwasser (Kirchdorf)
- Simonshöfe (Weiler)[9]
- Waldberg (Kirchdorf)
- Ziegelhütte (Einöde)[10][11]

## Geschichte

### Bis zur Gemeindegründung
Sandberg entstand erst 1691 als Rodung durch Siedler aus dem überbevölkerten Schmalwasser. Das ehemalige Amt des Hochstiftes Würzburg gehörte ab 1500 zum Fränkischen Reichskreis. Es wurde, nach der Säkularisation in Bayern 1803, Erzherzog Ferdinand von Toskana 1805 zur Bildung des Großherzogtums Würzburg überlassen und fiel mit diesem 1814 endgültig an Bayern. Im Zuge der Verwaltungsreformen entstand mit dem Gemeindeedikt von 1818 die heutige Gemeinde.

### Eingemeindungen
Im Zuge der Gebietsreform in Bayern wurden die Gemeinden Langenleiten, Schmalwasser und Waldberg am 1. Januar 1972 eingemeindet.

### Einwohnerentwicklung
- 1961: 2589 Einwohner
- 1970: 2761 Einwohner
- 1987: 2798 Einwohner
- 1991: 2896 Einwohner
- 1995: 2960 Einwohner
- 2000: 2922 Einwohner
- 2005: 2865 Einwohner
- 2010: 2635 Einwohner
- 2015: 2506 Einwohner
- 2019: 2477 Einwohner

Im Zeitraum 1988 bis 2018 sank die Einwohnerzahl von 2821 auf 2450 um 371 Einwohner bzw. um 13,2 %. 1995 hatte die Gemeinde 2960 Einwohner.
Quelle: BayLfStat

## Politik

### Gemeinderat
Die Gemeinderatswahl 2020 erbrachte folgende Stimmenanteile und Sitzverteilung:
- Christliche Wählergemeinschaft (CWG): 31,86 % (5 Sitze)
- Christlicher Wählerblock Waldberg (CWW): 22,39 % (3 Sitze)
- Christliche Wählergemeinschaft Langenleiten (CWL): 21,64 % (3 Sitze)
- Christlicher Bürgerblock Schmalwasser (CBS): 24,11 % (3 Sitze)

### Bürgermeister
Bürgermeisterin Sonja Reubelt wurde 2017 ins Amt gewählt.
Frühere Bürgermeister:
- Benno Katzenberger: 1972–1984
- Bruno Regnat: 1984–2000 († 2000)[14]
- Detlef Beinhauer: 2001–2014
- Joachim Bühner: 2014–2016
- Roland Bühner: 2016–2017

### Wappen
|                          | Blasonierung: „Gespalten; vorne geteilt von Rot und Grün; oben auf silbernem Dreiberg drei silberne Kreuze, unten schräg gekreuzt ein silberner Flachstechbeitel und ein silberner Hohlstechbeitel, bedeckt von einem silbernen Rundklüpfel; hinten in Silber ein senkrechter grüner Buchenzweig mit fünf Blättern.“ |
| Wappenführung seit 1986. | |

## Wirtschaft und Infrastruktur
2022 gab es 149 sozialversicherungspflichtig Beschäftigte am Arbeitsort, 1048 sozialversicherungspflichtig Beschäftigte am Wohnort und 35 Arbeitslose. Im verarbeitenden Gewerbe gab es einen Betriebe im Bauhauptgewerbe drei Betriebe. 2020 bestanden 29 landwirtschaftliche Betriebe mit einer landwirtschaftlich genutzten Fläche von 761 Hektar.

## Bildung
Es gibt folgende Einrichtungen (Stand: 2024)
- 4 Kindergärten (Sandberg, Schmalwasser, Waldberg, Langenleiten)
- Grundschule Sandberg, Klassen 1–4

## Tourismus und Freizeit
- Schnitzpavillon Sandberg mit Tourist-Info-Punkt, Schulstraße 1. Öffnungszeiten täglich, April–Oktober 9–17 Uhr, November–März 10–16 Uhr
- Kunstanger Langenleiten: Permanente Ausstellung von Kunstwerken einheimischer Künstler auf dem Dorfanger
- Naturerlebnispfad am Kreuzberg: Der ca. 3,5 km lange Rundweg mit Einstieg am Wanderparkplatz Sandberg erstreckt sich entlang der Extratour Kreuzbergtour/K-Weg am Südhang des Kreuzbergs.[17][18] Der Naturerlebnis- und -lehrpfad enthält Baum-, Vogel- und Naturkundetafeln des Naturlehrpfades der 1990er Jahre, ein neues Insektennisthaus, viele neue interaktive Stationen (Baumtelefon, Weitsprunganlage, Dendrophon, Waldmemory, Vogelbeoabchtungshaus etc.) sowie Sitzbänke und eine Wellenliege für den Weitblick nach Süden.